# Chemins de fer de la République serbe
Ne doit pas être confondu avec Chemins de fer de Serbie.
Les Chemins de fer de la République serbe, en serbe Željeznice Republike Srpske (code BLSE : ZERS-R-A), sont une entreprise bosnienne du secteur des transports ferroviaires. La compagnie a son siège social à Doboj dans la république serbe de Bosnie, en Bosnie-Herzégovine. Elle figure parmi les entreprises entrant dans la composition du BIRS, l'indice principal de la Bourse de Banja Luka.

## Histoire

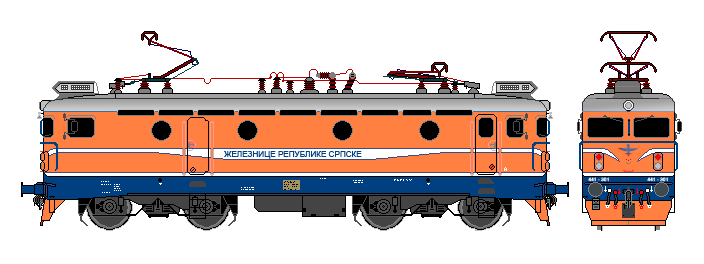
Une locomotive ŽRS 441 des Chemins de fer de la République serbe

La compagnie des Chemins de fer de la République serbe a officiellement été créée en 1995, après la guerre de Bosnie-Herzégovine et les accords de Dayton ; en revanche, elle avait commencé ses activités dès 1992, au début du conflit. Le 4 mars 2010, son principal actionnaire était le Fonds d'actions de la République serbe (en serbe : Akcijski fond Republike Srpske a.d. Banja Luka), qui détenait plus de 65 % de son capital.

## Activités
Les Chemins de fer de la République serbe transporte des voyageurs aussi bien que du fret. La compagnie assure également la surveillance technique et la maintenance des voies ferrés, ainsi que la construction et la maintenance des dispositifs nécessaires à son activités, usines et installations.

## Données boursières
Le 27 avril 2010, l'action des Chemins de fer de la République serbe (Željeznice RS) valait 0,07 BAM (marks convertibles), soit 0,036 EUR.